# 凹叶冬青
凹叶冬青（学名：Ilex championii）是冬青科冬青属的植物，为中国的特有植物。分布在中国大陆的贵州、湖南、福建、广西、广东、香港、江西等地，生长于海拔600米至1,600米的地区，常生于山谷密林中，目前尚未由人工引种栽培。